# Cinclide
Familia cinclidelor sau pescăreilor (Cinclidae) este o familie de păsări din ordinul paseriformelor (Passeriformes) de mărime mijlocie sau mici, adaptate la viața acvatică. Au o  lungime de 14–23 cm și o greutate de 38–88 g.  Cuprinde 1 gen (Cinclus) și 5 specii.
Corpul lor este rotund, coada scurtă, și, de regulă, îndreptată în sus, aripile rotunjite, picioarele robuste, adaptate la un  mediu acvatic. Ciocul este scurt, dur și puternic, ca cel al trogloditidelor, și este prevăzut cu nări ce se pot închide după voie fiind acoperite cu perișori tari. Penele sunt de culori întunecate pe spate și deschise pe piept. Penajul este des, lipit de corp, cu aspect unsuros, impermeabil pentru apă. Glanda uropigiană care secretă substanța cu care își unge penele este de 10 ori mai mare decât la celelalte paserine; aceasta îi permite să-și impermeabilizeze penele.
Se scufundă și înoată cu ușurință în apa pârâielor de munte, unde își caută hrana și poate merge pe sub apă în plin torent.
Se hrănesc prinzând efemeride și alte insecte pe maluri sau se scufundă în apă pentru a se hrăni cu diferite nevertebrate acvatice, îndeosebi insecte, larve de insecte, crustacee, melci, viermi și icre depuse pe rocile și pietricelele de pe fundul apei.
Cuibăresc între pietre, în crăpăturile rocilor, printre rădăcinile copacilor, sub un pod sau maluri ori după perdeaua de apă a unei cascade. Cuibul este asemănător cu o cupolă, format din mușchi, căptușit de obicei cu iarbă și frunze, cu intrarea printr-o gaură laterală.
Femela depune 3-6 ouă albe. Durata incubației este de 15-18 zile. Clocește numai femela. Puii sunt nidicoli,  fiind hrăniți de ambii părinți. Imediat ce părăsesc cuibul, puii sunt capabili să se hrănească sub apă.
Cele cinci specii cunoscute de cinclide trăiesc în apropierea unor cursuri rapide de apă în munți și pe dealuri și sunt răspândite în regiunile muntoase din Eurasia (din Irlanda și Scandinavia până în Siberia de Est, Japonia, vestul Chinei, nordul Indiei, Asia Centrală, Caucaz, Turcia, Europa de Sud), vestul Americii de Nord, America Centrală,  vestul Americii de Sud (până în nordul Argentinei) și Africa de Nord.
În România trăiește o singură specie Cinclus cinclus, pescărelul negru (sau mierla de apă), o pasăre europeană sedentară cu mai multe subspecii, care trăiește în Carpați de-a lungul râurilor repezi, de mare altitudine, rar mai jos; este una din puținele specii ce însuflețește cu prezența ei apele spumegate; iarna coboară în zone mai joase, fără însă a ne părăsi țara.